# Clemens Kießelbach
Clemens Kießelbach (auch Clemens Kiesselbach; * 11. November 1858 in Münstermaifeld; † 7. April 1931 in Bonn) war ein deutscher Ingenieur und Unternehmer.

## Leben
Clemens Kießelbach war der Sohn eines Kaufmanns. Nach einem Studium an der Technischen Hochschule Aachen arbeitete er zunächst in Dahlbruch bei der Firma Gebrüder Klein und danach in Duisburg bei der Firma Bechem & Keetman. Mit Hugo Sack gründete Kießelbach 1891 in Rath bei Düsseldorf das Unternehmen Sack & Kießelbach. Berühmt machte ihn seine Erfindung des Stauventils, das eine wesentliche Dampfersparnis bei Umkehrwalzenzugmaschinen bewirkte. Weitere Entwicklungen waren eine Stopfbuchse für Dampflokomotiven und ein Gleichdruckdampfspeicher mit Umwälzung.
Clemens Kießelbach war Stadtverordneter in Düsseldorf und Aufsichtsratsvorsitzender der Firma Knorr in Heilbronn. Er war seit 1881 Mitglied des Vereins Deutscher Ingenieure (VDI).  Er gehörte dem Niederrheinischen Bezirksverein des VDI an und war von 1903 bis 1906 dessen Vorsitzender.
1912 wurde Kießelbach von der Technischen Hochschule Aachen der akademische Grad Doktor-Ingenieur ehrenhalber verliehen.
Clemens Kießelbach war ab 1888 mit Klara, geborene Klein, verheiratet und hatte mit ihr eine gemeinsame Tochter. Sein Schwiegersohn war Carl Knorr.